# ویمول جانکام
ویمول جانکام (تایلندی: วิมล จันทร์คํา؛ زادهٔ ۸ ژوئیهٔ ۱۹۷۹) بازیکن سابق و مربی فوتبال اهل تایلند است.
از باشگاه‌هایی که در آن بازی کرده است می‌توان به باشگاه فوتبال جومپسری یونایتد، باشگاه فوتبال ترانگ، و باشگاه فوتبال هوانگ آنه جیا لای اشاره کرد.
وی همچنین در تیم ملی فوتبال زیر ۲۳ سال تایلند بازی کرده است.